# Pseudorabdion eiselti
Pseudorabdion eiselti là một loài rắn trong họ Rắn nước. Loài này được Inger & Leviton mô tả khoa học đầu tiên năm 1961.